# Samuel Juda Samuels
Samuel Juda Samuels (Paramaribo, 28 september 1857 – 20 januari 1933) was een Surinaams koopman en politicus.
Aan het begin van zijn loopbaan was hij bij de Koloniale Vaartuigen eerst smidsjongen en later kunstdraaier. Na verloop van tijd begon hij als compagnon van D. Fernandes jr. een ijzerhandel. Hij werd hoofd van de firma S.J. Samuels en Co. maar was ook actief in de politiek. Nadat het Statenlid W.P. Hering was overleden werd Samuels in 1925 bij tussentijdse verkiezingen verkozen tot lid van de Koloniale Staten. Hij bleef Statenlid tot hij in 1933 op 75-jarige leeftijd overleed.